# Венсан, Жан Иасент
Жан Иасент Венсан (фр. Jean Hyacinthe Vincent; 22 декабря 1862, Бордо, Франция — 23 ноября 1950, Париж, Франция) — французский врач, бактериолог. Известен своими работами по изучению брюшного тифа и газовой гангрены.
Член Парижской академии наук (1922).
Родился в пригороде Бордо, в Ляпуйяде, в семье мясника Гюстава Венсана и Энн Манбюрже. Образование получил в Париже, в Валь-де-Грас.
Будучи генеральным инспектором армии, он был назначен в военную школу Алжира (фр. École d'instruction de l'armée), где проработал с 1891 по 1896 год. Там он занимался также научной работой в области биологии, в частности у больного с односторонним язвенно-некротическим поражением нёбной миндалины он обнаружил бактериальный возбудитель — Bacillus fusiformis. Позже такой вариант поражения нёбной миндалины стал называться «Ангиной Венсана». В русскоязычной литературе встречается название «Язвенно-некротическая ангина Симановского-Плаута-Венсана».
Далее Жан Иасент Венсан преподавал в Париже: в Валь-де-Грас и Коллеж де Франс. Занимался выведением вакцин, лечебных сывороток против брюшного тифа, газовой гангрены. Его разработки использовали во французской армии. Известно, что ему выказывали почтение маршалы Жозеф Жоффр и Фердинанд Фош. Награждён Большим крестом Почётного легиона.
Умер в 1950 году, похоронен на известном парижском кладбище Пер-Лашез.

## Названы именем Жана Иасента Венсана
- Язвенно-некротическая ангина Симановского-Плаута-Венсана;
- Медицинский факультет в Бордо (фр. Faculté de Médecine Hyacinthe Vincent);
- Улица в Париже (фр. Rue du Professeur-Hyacinthe-Vincent);